# Сент-Оффанж
Сент-Оффанж (фр. Saint-Offenge) — муніципалітет у Франції, у регіоні Овернь-Рона-Альпи, департамент Савоя. Сент-Оффанж утворено 1 січня 2015 року шляхом злиття муніципалітетів Сент-Оффанж-Дессу i Сент-Оффанж-Дессю. Адміністративним центром муніципалітету є Сент-Оффанж-Дессу. Населення — 1157 осіб (01.01.2021).